# 楚喬伝 〜いばらに咲く花〜
『楚喬伝〜いばらに咲く花〜』（そきょうでん いばらにさくはな、原題：楚乔传、英題：Princess Agents）は、2017年の中国のテレビドラマ。

## 放送および配信
| 放送局・配信サイト      | 所在地         | 初回           |
| ----------------------- | -------------- | -------------- |
| 湖南衛視                | 中国大陸       | 2017年6月5日   |
| 浙江衛視                | 中国大陸       | 2018年2月5日   |
| 河南衛視                | 中国大陸       | 2018年2月8日   |
| 広西衛視                | 中国大陸       | 2018年2月24日  |
| 東南衛視                | 中国大陸       | 2018年6月17日  |
| 愛奇藝/芒果TV           | 中国大陸/ 台湾 | 2017年6月5日   |
| Astro全佳HD             | マレーシア     | 2017年9月7日   |
| Astro AEC、Astro AEC HD | マレーシア     | 2018年5月25日  |
| CHK香港台               | シンガポール   | 2017年10月2日  |
| E楽                     | シンガポール   | 2018年10月9日  |
| 新伝媒8頻道             | シンガポール   | 2018年12月17日 |
| 八大戯劇台              | 台湾           | 2017年12月11日 |
| 中天娯楽台              | 台湾           | 2018年5月31日  |
| Now劇集台               | 香港           | 2018年10月1日  |
| MCOT HD                 | タイ           | 2018年10月22日 |
| アジアドラマチックTV    | 日本           | 2019年5月3日   |
| チャンネル銀河          | 日本           | 2020年11月18日 |
| BS12                    | 日本           | 2022年10月13日 |

## 概要
過去の記憶を失くし奴婢となった天性の戦士・楚喬が、西魏の諜報組織の長・宇文玥に鍛えられる一方、燕北の世子・燕洵とも絆を深めながら、過酷な乱世の中で活躍する姿を描く。
全三巻の原作のうち、二巻半ばまでの映像化。原作の"特殊工作員が架空王朝の奴婢に転生する"という導入部が、中国で放送が禁止されるようになったタイムスリップの描写にあたるため、脚本化の際に様々な設定改変がなされている。ドラマの舞台となっている西魏は、元氏の皇帝を宇文氏が補佐していること、南の梁国と緊張関係にあること、伝わっている故事の内容など、大枠は史実に沿っているものの、登場人物はほとんどがフィクションであり、実在した人物に比定することは困難である。
中国のテレビドラマとして初めて、放送期間中に視聴者数のべ400億人を達成した。
日本語字幕翻訳は島根磯美、小島早依、木村佳名子、藤原由希。

## あらすじ
南北朝時代の西魏。貴族たちが権力をめぐり水面下で争う一方、皇帝は北方の統治を任せた燕北侯への猜疑心を募らせ、そんな魏を南から梁が虎視眈々と狙っていた。乱世の中で奴婢に落とされる民は多く、一度奴婢となればその命は軽く扱われるのが常だった。江湖では、そうした状況を憂いた義士やその敵対勢力が独自の組織を作って活動。魏国内外で、情報戦と工作を制するための諜報組織の存在が重さを増していた。
記憶を失くした奴婢の少女・楚喬は、人間狩り遊びの獲物とされたところを生き残り、貴族の宇文玥の屋敷で働くことになる。屋敷で楚喬は奴婢となっていたきょうだいたちと再会するが、兄と姉はやがて宇文一族の手によって無惨な死を遂げてしまう。楚喬は宇文玥の側女選びに乗じて彼らへの復讐を計画するが、宇文玥は彼女を見込んで"星児"という名を与え、彼が率いる諜報組織の間諜として鍛えはじめる。厳しい鍛錬を積む中で楚喬は宇文玥に好感を持ち始め、さらに宇文玥の友人でもある燕北侯の息子の燕洵や、魏の十三皇子の元嵩らとも絆を育んでいく。
やがて楚喬は、長安脱出を図る燕洵に附いて『奴婢がいない』という燕北を目指すことを決める。しかし妹たちを先に行かせたところで燕洵と共に捕まってしまい、皇宮の一画・九幽台で、燕北侯家を徹底的に辱める惨劇を目撃。さらに誤解から宇文玥ともすれ違ってしまう。楚喬は軟禁された燕洵を側仕えとして支え、三年が経過。燕洵と燕北人の仲間たちは、皇帝の警戒がやわらいだ頃を狙って謀反の計画を立てる。これに楚喬も力を貸すが、燕洵の考え方が深い憎しみによって徐々に変化していることに気付かないでいた。"星児"を案じ続ける宇文玥は燕洵の変化に気付き、折に触れて彼女を引き留めようとするが、魏と燕北の対立は決定的なものになっていく。その中で"星児"こと楚喬に、自らの信念を試される苦難がさらにいくつも降りかかる。

## 登場人物

### 主要人物
| 役名   | 演                                      | 紹介 | 声     |
| 楚喬   | 趙麗穎(チャオ・リーイン) 幼少：黄楊鈿甜 | 何者かと戦っていた最中に水に落ち、自分を"楚喬"と呼ぶ母親らしき女の姿以外、ほとんどの記憶を失った少女。目覚めた時には、魏の貴公子たちが人間狩り遊びの獲物とするために集めた奴婢の集団にいた。天性の戦闘能力で人間狩りから生き残り、その姿を目に留めた燕洵に救われ、宇文府に送られる。そこで自分を"小六"と呼び家族として接する荊姓の奴婢のきょうだいと出会い、最下層の鉄鈴奴婢・荊小六として働くことになる。やがて宇文玥の側女に選ばれて星児の名を与えられ、青山院の諜者となるべく厳しく鍛えられた。 長安脱出を計画した燕洵に燕北行きを誘われ合流するも、共に捕まってしまい、彼の側で九幽台の惨劇を目撃。その後は鶯歌苑に軟禁された燕洵の側仕え兼護衛となる。三年後、軟禁が解かれた燕洵に附いて出た宴で、弓に長ける点を皇帝に認められ、魏軍驍騎営の弓術指南役となる。このとき宇文玥の手配で燕北人部隊の秀麗軍に配属され、以降彼らとは生死を共にし絶大な信頼を得るようになる。燕洵と過ごすうちに燕北を自分の故郷のように思うようになり、燕北の平穏にかける思いが強くなっていった。燕北にたどり着いた後、変容した燕洵の考え方を受け入れられず、徐々に彼と距離を置くようになる。 義侠心に満ちた、果敢で剛毅な性格。情義と信念を通すことを重んじる。奴婢として扱われても必要以上にへりくだったり卑屈になったりすることはなく、宇文玥はじめ高位の貴公子たちに対しても毅然とした態度を貫く。荊家のきょうだいたちに対してはとても家族思い。個人の戦闘能力は、記憶を失くした際に一部が麻痺したと思われるものの1話の時点ですでに高く、宇文玥によって鍛えられたためさらに高くなっている。紅川城防衛など、戦の指揮もこなす。 物語序盤は、手首に巻いた紐で石を飛ばし武器としていた。後に宇文玥から、仕込み指環と残虹剣を与えられる。 宇文玥、燕洵、魏の十三皇子・元嵩、梁の太子・蕭策から好意を寄せられる。 | 喬詩語 |
| 宇文玥 | 林更新(ケニー・リン)                    | 魏の諜報組織・諜紙天眼の継承者。青山院の実質的な長。宇文灼の孫。 長安五俊の一人で、氷の貴公子と評される。諜報組織を統率するという立場から常に身辺の警戒を怠らず、冷徹ととれる言動も多いが、その裏には深謀遠慮がある。 復讐のため果敢にも側女選びに挑んだ楚喬を見込んで、彼女に星児という名を与え諜者として鍛え上げる。彼女に心惹かれ、祖父に反対されても星児自身に誤解されても、一途に見守り続ける。 燕洵とは友人で、難しい立場の彼を庇うこともあった。やがて彼の変容に気付き、そうと知らないまま彼と行動を共にしている星児がいつか傷つくことになるのではと、案じるようになる。後に国境を守る将軍として元徹と戦いを共にし、戦友となる。木彫りの鳥を媒介にして"瑜"という人物と親しく文通をしているが、互いに顔は知らない。 針を仕込んだ氷塊にらせん状の溝をつけて飛ばす氷雪箭と、残虹剣とは夫婦剣とされる破月剣を使う。 | 辺江   |
| 燕洵   | 竇驍(ショーン・ドウ)                    | 燕北世子 燕北侯の息子。 父が魏への忠誠の証に送った人質で、幼いころから魏の都の長安で育つ。長安五俊の一人に数えられているが、その立場から、魏の貴公子たちと正面からぶつかるようなことはせず、遊び好きの友人として付き合っている。人間狩り遊びなどあまりに非道な行いには異議を唱えることもある。元々は、朗らかで茶目っ気のある楽天家の青年。人間狩り遊びで生き残った楚喬を気に入り、彼女を助けて宇文府に送った後も"野良猫(小野猫)"と呼んでは構いに来ていた。 長安脱出に失敗した後、牢の中で楚喬の本名を知ってからは、彼女を"阿楚"と呼ぶようになる。九幽台の惨劇と三年の軟禁を経て、楚喬への恋心を強くする一方、冷徹な復讐鬼へと様変わりする。謀反を起こして燕北に帰還した後も長安への恨みを持ち続け、やがて燕北の民の安寧よりも長安攻撃を重んじるような言動が増えていき、楚喬との距離が開いていく。 | 彭堯   |
| 元淳   | 李沁(リー・チン)                        | 魏の公主 魏貴妃の娘。元嵩の同母妹。元徹の異母妹。幼いころから燕洵に想いを寄せており、燕洵が肩入れする楚喬には良い感情を持っていない。天真爛漫だがやや無神経なところがある。九幽台の惨劇で燕洵が傷ついたことに皇帝の娘として負い目を感じ、以後は『公主の婿ならば酷い扱いは受けないはず』だと考えて、彼に嫁ぐことを真剣に両親に訴える。やがて燕洵の謀反に利用されて心身ともに深く傷つくことになり、燕洵のみならず、楚喬や、燕洵を追い込んだ父帝に対しても殺意を抱くようになる。 かつて燕洵からもらったウサギを寰寰と名付けて可愛がり、その死後は尾を腰飾りにして、燕洵との思い出として大切にしていた。 | 徐佳琦 |

### 宇文府

#### 宇文一族
魏の重臣。皇帝から間諜組織・諜紙天眼の長を任されてきた家柄。現在は青山院と紅山院の二派に分かれ、諜紙天眼の長の座を争っている。
| 役名   | 演     | 紹介 | 声     |
| 宇文懐 | 王彦霖 | 紅山院 宇文席の孫。 生母の身分が卑しいとして祖父からは蔑まれている。陰険な性格。宇文玥とは常に対立し、ことあるごとに星児をいたぶろうとする。 | 趙毅   |
| 宇文灼 | 郭鋒   | 青山院 宇文玥の祖父。宇文席の兄。 星児に心乱される孫を諫める。脚が不自由。                                                                   | 宣暁鳴 |
| 宇文席 | 金士傑 | 紅山院 宇文灼の弟。宇文昊の父。宇文懐の祖父。 極楽閣という居所に美女を集めては、夜ごとなぶり殺しにする変態性欲者。                           | 郭政建 |
| 宇文昊 | 王東   | 宇文席の子。宇文懐の父。 |        |

#### 宇文府に仕える人間
| 役名   | 演     | 紹介 | 声       |
| 荊汁湘 | 彭豆豆 | 青山院 鉄鈴奴婢。荊小六（楚喬）の養姉。荊家の長女。 弟妹を大切にする心優しい姉。彼らをかばってしばしば鞭打たれることもある。小六の身元に繋がる木珠を預かっており、再会後に彼女に返した。 | 徐暢繁   |
| 荊臨惜 | 丁楠   | 青山院 奴婢。小六の養兄。汁湘の弟。 楚喬が奴隷狩り遊びで生き残り宇文府に運び込まれた際、『自分の妹の小六』であると呼びかけ、再会を喜んで食事を分け与えた。                               | 蘇尚卿   |
| 荊小七 | 苗苗   | 青山院 鉄鈴奴婢。小六の養妹。汁湘、臨惜の妹。 | 劉晴     |
| 荊小八 | 朱聖禕 | 青山院 鉄鈴奴婢。小六の養妹。汁湘、臨惜、小七の妹。 小六を家族として受け入れている姉や兄と異なり、小六のことを荊家の疫病神だと思っている。                                               | 劉妤姻子 |
| 月七   | 邢昭林 | 青山院 宇文玥の護衛。 冷静で主に忠実。星児とは軽口を叩きあうこともある。 | 張博恒   |
| 戦蛑   | 李昂   | 青山院 宇文灼の護衛。 星児が宇文玥を誤解するきっかけを作った人物。 |          |
| 月十三 | 范東徳 | 青山院 宇文玥の護衛。 月七の不在時は青山院の警戒を任される。 |          |
| 月九   | 孫毅   | 青山院 宇文玥の護衛。 医術に長ける。 |          |
| 月十五 | 袁泉   | 青山院 宇文玥の護衛。 |          |
| 錦燭   | 曹曦月 | 青山院 銀鈴奴婢。 紅山院と通じており、宇文玥の側女になろうともくろんでいる。星児を敵視する。                                                                                             | 白雪岑   |
| 錦偲   | 王嵛   | 青山院 銀鈴奴婢。 錦燭の妹分で、彼女と共に星児を敵視する。 |          |
| 阿蘿   | 李春嬡 | 青山院 鉄鈴奴婢。 星児に親しく接する。 |          |
| 朱順   | 傅迦   | 宇文府の執事。 宇文懐の手下となり、星児を害そうとする。 | 呉凌雲   |
| 宋さん | 劉玉翠 | 宇文府の女執事。 奴婢たちを鞭打つため恐れられている。 | 李金燕   |

### 魏

#### 皇族
| 役名 | 演     | 紹介 | 声     |
| 皇帝 | 田小潔 | 猜疑心が強く、自国のためには手段を選ばない。義兄弟として接していた燕北侯の勢力を恐れ、謀反の嫌疑をかけて一族を滅ぼす。 | 張震   |
| 魏凝 | 孫寧   | 貴妃 元嵩と元淳の母。 魏閥の出身で、地位は皇后に次ぐ。宇文灼と付き合いがあり、宇文玥をたびたび助ける。皇族としての自覚を厳しく子供たちに教える。 | 李世栄 |
| 元嵩 | 牛駿峰 | 魏の十三皇子、裕王→燕北王 魏貴妃の息子。元淳の同母兄。元徹の異母弟。 長安五俊の一人。宇文玥の友人で、彼の屋敷で出会った星児に想いを寄せる。妹思いの心優しい青年で、両親と衝突する妹をなだめることが多い。 後にある理由から隻腕となる。燕洵の謀反後に父帝から燕北王に封じられ、燕洵の排除と燕北の統治を命じられて、宇文玥を伴い燕北へ赴く。 | 銭文青 |
| 元徹 | 金珈   | 魏の第七皇子、襄王 長年にわたって国境守備を担っており、国境に派遣された宇文玥とは戦友となる。早くに生母を亡くし魏貴妃に育てられた。魏貴妃の実子である元嵩、元淳のことを、兄として気遣っている。 | 張原銘 |
| 元斉 | 金楷傑 | 魏の第三皇子、穆王 紅川城の戦いで戦死する。 |        |
| 元颺 | 黄海格 | 魏の十四皇子 趙貴妃の子。皇帝から皇太子にと見込まれている。 |        |
| 元灝 | 応林浩 | 魏の十五皇子 蘭淑儀の子。 |        |
| 蘭児 | 南笙   | 淑儀 宇文懐の妹として宮中に上がり皇帝の寵愛を受ける。実際には彼の妹ではなく、彼に命じられて皇帝の動向を探っていた。記憶を失くす前の楚喬を知っている。 | 鄭小璞 |
| 錦心 | 陳圓媛 | 美人 |        |

#### 貴族
| 役名   | 演     | 紹介 | 声       |
| 魏光   | 鄭勝利 | 魏閥の長。魏貴妃の兄。                                                                                              |          |
| 魏舒游 | 居来提 | 魏光の息子。魏舒燁の従弟。                                                                                          |          |
| 魏舒燁 | 陳思瀚 | 魏舒游の従兄。 長安五俊の一人。元々燕洵には同情的。元淳に想いを寄せており、後にその心を彼女に利用される。           | 陳張太康 |
| 趙貴   | 石剣涛 | 趙閥の長。勢力は魏光率いる魏閥に並ぶ。                                                                              |          |
| 趙西風 | 金瀚   | 趙貴の息子。趙婕妤の甥。東亭の弟。 長安五俊の一人。奴隷狩り遊びを楽しむなど残忍な性格で、九幽台では燕洵を嘲笑する。 | 凌振赫   |
| 趙東亭 | 劉源   | 趙貴の息子。西風の兄。                                                                                              |          |

### 燕北
| 役名        | 演     | 紹介 | 声     |
| 燕世城      | 李昊翰 | 燕北侯 燕洵の父。魏の皇帝とは義兄弟の仲。 数々の戦功を上げ、燕北の民から慕われている有能な統治者。息子の燕洵を人質に差し出すなど二心を持たず魏に仕えていたが、皇帝の猜疑心により謀反の嫌疑をかけられ、一族共々悲惨な最期をむかえる。 | 呉凌雲 |
| 白笙        | 李穎   | 燕世城の妻。燕洵の母。 | 鄧小鴎 |
| 燕霆        |        | 燕世城の息子。燕洵の長兄。 |        |
| 燕嘯        |        | 燕世城の息子。燕洵の次兄。 |        |
| 燕紅綃      | 王藝曈 | 燕世城の娘。燕洵の姉。 妊娠七カ月。 |        |
| 仲羽        | 李若嘉 | 燕北の江湖勢力を束ねる長。 燕洵の長安脱出計画に協力し、失敗した燕洵が軟禁された三年間は、楚喬と共に鶯歌苑で彼の身辺を警護した。苦労を共にした楚喬のことをよく思いやり、燕洵との距離が開いていく様子を案じる。 | 路熙然 |
| 阿精        | 劉恩尚 | 燕洵の配下。 燕洵の軟禁生活が始まった頃に鶯歌苑に忍び込んで飯炊きを申し出、楚喬、仲羽と苦労を共にする。後に将軍の一人として兵糧の手配などを担うようになる。 |        |
| 風眠/風四爺 | 王子桀 | 燕洵の近習。 燕洵の長安脱出が失敗した後は彼と別れて賢陽に赴き、商人"風四爺"を名乗って賢陽商会を掌握。燕洵のために金策を担う。 |        |
| 賀蕭        | 阮聖文 | 秀麗軍副将。 元は秀麗軍の主将。紅川城の刀鍛冶の息子。 燕北侯に謀反の嫌疑がかけられた際、魏の圧力に逆らえず紅川城を明け渡してしまい、魏軍による燕北人の虐殺を招いてしまう。この後、秀麗軍は魏軍驍騎営に組み込まれるが、燕北人からは裏切り者だとされ、魏人の新たな主将からは謀反人の配下だと冷遇されていた。 弓術指南役として配属された楚喬に、部下たちと共に心服。楚喬を秀麗軍の長と仰いで、名誉挽回を誓い燕洵の謀反を助ける。 |        |
| 葛奇        | 劉宇航 | 秀麗軍の軍人。賀蕭の部下。 |        |
| 杜平安      | 黄毅   | 紅川城で暮らす少年。元は狗子という名だったが、楚喬に"平安"という名を与えられた。 | 邵彤   |
| 程鳶        | 胡春勇 | 燕洵の配下。 楚喬のことを、燕洵が長安への徹底復讐をためらう元凶だと考え、また秀麗軍の人望を集める彼女を警戒して、排除しようとする。 | 恵龍   |
| 孫河        | 魏天賜 | 燕洵の配下。程鳶の副将。 |        |
| 烏道涯      | 胡兵   | 燕北軍を補佐する。かつては寒山盟の軍師で、洛河の友だった。 |        |
| 東方忌      | 侯岩松 | 燕世城の軍師。かつては寒山盟の諜者だった。 |        |

### 梁
| 役名       | 演               | 紹介 | 声     |
| 蕭玉 /訪琴 | 黄夢瑩           | 梁の公主、秘府の長 蕭策の異母姉。 梁の諜報組織・秘府を率いる。魏国内に配下共々潜入して梁が利を得る機会をうかがい、時に勢力間の対立に介入する。同母弟を太子にするべく動いており、蕭策と対立している。 | 李詩萌 |
| 蕭策       | 鄧倫(ダン・ルン) | 梁の太子 蕭玉の異母弟。 魏との友好の為、父帝から長安へ派遣される。徹底した女好きで身辺には侍女しか仕えさせず、男からの供応は拒否するなど、国境まで迎えに出た元徹らを強烈な個性で振り回す放蕩皇子。その第一印象でカモフラージュしているが、情勢を見極める観察眼と的確な判断を下す明晰な頭脳を持っている。 楚喬を"喬喬"と呼び、言い寄っては投げ飛ばされているが、やがて彼女の良き友となる。 | 楊天翔 |
| 青葦       | 曹馨月           | 諜者。蕭玉の配下。 |        |
| 隠心       | 趙炫棋           | 諜者。蕭玉の配下。 |        |
| 桃葉       | 孫銥             | 諜者。蕭玉の配下。 |        |
| 緑莪       | 盧沁希           | 蕭策の侍女。 |        |

### 寒山盟
| 役名   | 演     | 紹介 | 声   |
| 洛河   | 文静   | 江湖最強の諜報組織・江湖隠密寒山盟の盟主。"風雲令の主"とされる。 江湖の人間でその名を知らない者はいない。奴婢の解放を目指して動き、貴族と対立していた。                                         |      |
| 左宝倉 | 王春元 | 寒山盟の諜者。 骨董店を営む裏で武器も取り扱っている。楚喬が店を訪れた際、彼女が汁湘から返されて持っていた木珠に目をとめ、記憶を戻す祝由術を試すよう持ちかけた。ネズミを数匹飼育し調教している。 | 李璐 |
| 蛇女   | 魏璐   | 寒山盟の諜者。 |      |

### その他
| 役名     | 演     | 紹介 | 声     |
| 蒙楓     | 苑子藝 | 暗殺組織・往生営の刺客。 営主に毒を飲まされ、定期摂取が必要な解毒薬を得るために刺客として働き続けていた。宇文玥が往生営を解放した際彼に仕えることを望み、後に元嵩と行動を共にするようになる。 | 楊婧   |
| 夏虫     | 馬熙米 | 往生営の刺客。 現在は蕭玉に囚われている。 | 朱禕   |
| 欧陽謙   | 于愛群 | 賢陽商会に属していた富商。 |        |
| 欧陽墨   | 何宇成 | 欧陽謙の息子。宇文玥に保護される。 |        |
| 星星     | 豆豆   | 欧陽墨と行動を共にしていた少女。 |        |
| 詹子瑜   | 黄海冰 | 賢陽最大の水運業を営む。東方忌と面識がある。 |        |
| 梁少卿   | 董春輝 | 二貨書生，屡次落入人口販子手中，幸得楚喬所救，並将帳本移交至楚喬。于第47集登場。 | 斉斯伽 |
| 荊家の父 | 劉宝   | 楚喬の養父。 荊家を頼った幼い楚喬を娘として受け入れ、小六と名付ける。 |        |
| 荊家の母 | 賈舒夷 | 楚喬の養母。 |        |
| 王太監   | 蘆永軍 | 皇帝に仕える宦官。 |        |
| 采薇     | 楊柳   | 元淳に仕える侍女。 |        |
| 巻き毛   | 蔣依依 | 1話で奴隷狩り遊びの獲物とされた奴婢の少女。名がなく、"巻き毛"と呼ばれている。楚喬と行動を共にする。                                                                                           |        |
| 桜桃     | 劉羽琦 | 宇文懐の命で宇文玥の暗殺を謀った刺客。 |        |
| ザマ     | 康寧   | 柔然の郡主。弓術に長ける。 | 唐小喜 |
| ザロ     | 粘雲峰 | ザマの兄。 |        |
| 士達     | 張皓然 | ザマに仕える大力の士。 |        |

## サウンドトラック
| #  | タイトル                               | 作詞       | 作曲       | 編曲 | 歌                               |
| -- | -------------------------------------- | ---------- | ---------- | ---- | -------------------------------- |
| 1. | 「望」(オープニング)                   | 劉暢       | 譚旋       |      | 張碧晨、趙麗頴(チャオ・リーイン) |
| 2. | 「心之焔」(エンディング)               | 林喬、張贏 | 羅錕       |      | 鄧紫棋(タン・チーケイ)           |
| 3. | 「星月」                               | 劉暢       | 譚旋       |      | 王錚亮、郁可唯                   |
| 4. | 「学不会」(楚喬イメージソング)         | 倪姍姍     | 雷立、譚旋 |      | 香香                             |
| 5. | 「原上草」(楚喬イメージソング)         | 林喬       | 陳雪燃     |      | 劉惜君                           |
| 6. | 「最遠的心跳」(宇文玥イメージソング)   | 劉暢       | 譚旋       |      | 王晰                             |
| 7. | 「因為一個人」(燕洵イメージソング)     | 譚旋、曹允 | 譚旋       |      | 張磊                             |
| 8. | 「断執念」(元淳イメージソング)         | 華天崎     | 陳詩牧     |      | 何潔                             |
| 9. | 「当我們只剰下我」(元淳イメージソング) | 段思思     | 譚旋       |      | 弦子                             |

## 盗作問題
原作小説『11処特工皇妃』について、蕭如瑟作『九州・斛珠夫人』、江南作『九州縹緲録』、老猪作『紫川』、不楽无語作『限制級特工』、寐語者作『帝王業』、流瀲紫作『後宮甄嬛伝』、黄易作『尋秦記』、滄月作『鏡』などからの盗作が指摘されている。また、原作者・瀟湘冬児の他の著作についても盗作が指摘された。
2015年8月、瀟湘冬児は、風歌・月関・老猪の作品からの盗作を認め、『ドラマの制作会社と協議し、著作権を侵害した箇所のないバージョンの原作を提供して、クランクインの前に脚本を確認し、著作権を侵害した台詞のないことを確認した』とコメントを発表した。しかし2017年6月の放送開始後も、作家やネットユーザーから、ドラマの映像や内容について盗作が指摘され続けた。同月、蕭如瑟は、すでに弁護士を立てて法的措置に入っており、テレビシリーズのプロデューサーに連絡を取ったと微博に投稿した。